# São Raimundo EC (Roraima)
São Raimundo EC is een Braziliaanse voetbalclub uit Boa Vista in de staat Roraima.

## Geschiedenis
De club werd in 1963 opgericht. Ze speelden twee keer in de Série C. 

## Erelijst
Campeonato Roraimense
1977, 1992, 2004, 2005, 2012, 2014, 2016, 2017, 2018, 2019, 2020, 2021, 2022, 2023